# Ololygon melloi
Espèce
Synonymes
- Scinax melloi (Peixoto, 1989 "1988")

Statut de conservation UICN

 DD  : Données insuffisantes
Ololygon melloi est une espèce d'amphibiens de la famille des Hylidae.

## Répartition
Cette espèce est endémique de l'État de Rio de Janeiro au Brésil. Elle se rencontre vers 1 200 m d'altitude dans la Serra dos Órgãos dans les environs de Teresópolis,.

## Étymologie
Cette espèce est nommée en l'honneur du Dr. Rubens Pinto de Mello.

## Publication originale
- Peixoto, 1989 "1988" : Duas novas espécies de Ololygon do grupo "perpusilla" (Amphibia, Anura, Hylidae). Arquivos da Universidade Federal Rural do Rio de Janeiro, Itaguai, vol. 11, no 1/2, p. 27-37.